# كارل بيرمان
كارل بيرمان (بالإنجليزية: Carl Berman)‏ هو لاعب كرة قدم أمريكية ولاعب كرة قدم كندية أمريكي، ولد في 5 أبريل 1985 في سانت بيترسبرغ في الولايات المتحدة.